# New Sensations
New Sensations ist das dreizehnte Solo-Studioalbum des amerikanischen Rockmusikers Lou Reed, das im April 1984 von RCA Records veröffentlicht wurde. Produzenten waren Reed und John Jansen.

## Produktion
Von der Band des Vorgängeralbum Legendary Hearts waren neben Reed noch Fernando Saunders am Bass und Fred Maher am Schlagzeug dabei. Hinzu kam Peter Wood am Keyboard, Co-Autor von Year of the Cat.
Der Gitarrist Robert Quine dagegen wurde nach seinen Angaben etwa einen Tag bevor New Sensations aufgenommen werden sollte, gefeuert. Mangels zweitem Gitarristen überspielte Reed die Rhythmus-Linien über seine eigenen Lead-Gitarren. Trotzdem war Quine bei der folgenden Tournee zum Album dabei – um Geld zu verdienen –, wie auch Saunders, Maher und Wood. Maher spielte nur bei den Auftritten im Sommer, bei den folgenden wurde er durch Lenny Ferarri ersetzt.
Der bei der Produktion entstandene, aber auf dem Album unberücksichtigte Song Open Invitation, wurde im März 2023 veröffentlicht.

## Songs
In Turn to Me sagte Reed den Zuhörern, wie sehr er sie liebt und immer für sie da sein wird, und ganz konkret: „Ich bin nur einen Anruf entfernt!“ In Doin' the Things That We Want To feiert Reed Sam Shepards Stück Fool for Love und Martin Scorseses frühe Filme über New York, darunter Mean Streets und Taxi Driver. What Becomes a Legend Most, die Geschichte eines einsamen Stars aus dem Jenseits, greift den Slogan einer langjährigen Werbekampagne der American Legend Cooperative für ihre Marke Blackglama auf. Fly into the Sun ist eine Neufassung des Songs Ride into the Sun von Velvet Underground. My Friend George beschreibt einen lebhaften Kerl, der gerne boxt und kämpft; aber nachdem er einen „Tötungsstock“ bekommen hat, wird er zum Rächer der Schwachen und Armen. High in the City handelt von einem „perfekten Tag“ für Erwachsene ohne Angst, mit Pizza essen, sich im Park umarmen und küssen und nach Gefahren Ausschau halten.

## Titelliste
Alle Titel wurden von Lou Reed geschrieben.
Erste Seite
1. I Love You, Suzanne – 3:15
2. Endlessly Jealous – 3:55
3. My Red Joystick – 3:36
4. Turn to Me – 4:21
5. New Sensations – 5:45

Zweite Seite
1. Doin’ the Things That We Want To – 3:54
2. What Becomes a Legend Most – 3:35
3. Fly into the Sun – 3:04
4. My Friend George – 3:54
5. High in the City – 3:25
6. Down at the Arcade – 3:40

## Rezeption

### Rezensionen
Das Album erhielt mehrheitlich gute Bewertungen von Musikkritikern.
Robert Christgau  schrieb, dass sich Reed in ein Schema eingefügt habe, das so befriedigend sei wie das, was er mit den Velvets gemacht habe, auch wenn es per Definition nicht so epochal sei. Die Musik sei einfach und unverzichtbar, und selbst die sarkastischen Songs seien gute sarkastische Songs.
Mark Deming von AllMusic meinte, die Gitarren seien durchweg kraftvoll und mitreißend, und die Rhythmusgruppe mit Fernando Saunders und Fred Maher würde hart mit einem starken, kernigen Groove rocken.
Kurt Loder schrieb im Rolling Stone, dass Reed noch nie zuvor so vollkommen und freudig menschlich wie bei New Sensations gewirkt habe.
Für Goldmine meinte Ray Chelstowski, dass New Sensations eine ebenso gute Platte wie New York sei, wenn nicht sogar um ein kleines Stück besser.

### Charts und Chartplatzierungen
| ChartsChartplatzierungen       | Höchstplatzierung | Wochen |
| ------------------------------ | ----------------- | ------ |
| Vereinigtes Königreich (OCC)   | 92 (1 Wo.)        | 1      |
| Vereinigte Staaten (Billboard) | 56 (32 Wo.)       | 32     |